# BGL Luxembourg Open 2014
BGL Luxembourg Open 2014 byl tenisový turnaj pořádaný jako součást ženského okruhu WTA Tour, který se hrál na krytých dvorcích s tvrdým povrchem komplexu Kockelscheuer Sport Centre. Konal se mezi 13. až 19. říjnem 2014 v lucemburském hlavní městě Lucemburku jako 24. ročník turnaje.
Turnaj s rozpočtem 250 000 dolarů patřil do kategorie WTA International Tournaments. Nejvýše nasazenou hráčkou ve dvouhře se stala šestnáctá tenistka světa Andrea Petkovicová z Německa, která vypadla v prvním kole. Singlovou trofej získala, po finálové porážce v předchozím ročníku, další německá hráčka Annika Becková. Deblovou trofej si odvezl pár Timea Bacsinszká a Kristina Barroisová.

## Ženská dvouhra

### Nasazení
| Stát                         | Hráčka                     | WTA | Nasazení |
| ---------------------------- | -------------------------- | --- | -------- |
| Německo                      | Andrea Petkovicová         | 16. | 1.       |
| Francie                      | Alizé Cornetová            | 21. | 2.       |
| Německo                      | Sabine Lisická             | 25. | 3.       |
| Česko                        | Barbora Záhlavová-Strýcová | 28. | 4.       |
| Spojené státy                | Varvara Lepčenková         | 39. | 5.       |
| Itálie                       | Roberta Vinciová           | 41. | 6.       |
| Belgie                       | Kirsten Flipkensová        | 43. | 7.       |
| Rumunsko                     | Monica Niculescuová        | 45. | 8.       |
| Žebříček WTA k 6. říjnu 2014 |                            |     |          |

### Jiné formy účasti
Následující hráčky obdržely divokou kartu do hlavní soutěže:
- Julia Görgesová
- Antonia Lottnerová
- Mandy Minellaová

Následující hráčka získala do hlavní soutěže zvláštní výjimku:
- Anna-Lena Friedsamová

Následující hráčky si zajistily postup do hlavní soutěže v kvalifikaci:
- Denisa Alertová
- Lucie Hradecká
- Ons Džabúrová
- Johanna Larssonová

### Odhlášení
před zahájením turnaje
- Viktoria Azarenková (poranění nohy)
- Eugenie Bouchardová (poranění levého stehna)
- Kaia Kanepiová
- Garbiñe Muguruzaová
- Anna Karolína Schmiedlová
- Heather Watsonová

### Skrečování
- Karin Knappová (poranění levého stehna)

## Ženská čtyřhra

### Nasazení
| Stát                                                                      | Hráčka                     | Stát        | Hráčka                  | WTA  | Nasazení |
| ------------------------------------------------------------------------- | -------------------------- | ----------- | ----------------------- | ---- | -------- |
| Španělsko                                                                 | Anabel Medina Garriguesová | Španělsko   | Sílvia Soler Espinosová | 71.  | 1.       |
| Německo                                                                   | Julia Görgesová            | Německo     | Anna-Lena Grönefeldová  | 74.  | 2.       |
| Česko                                                                     | Lucie Hradecká             | Česko       | Barbora Krejčíková      | 176. | 3.       |
| Německo                                                                   | Mona Barthelová            | Lucembursko | Mandy Minellaová        | 198. | 4.       |
| Žebříček WTA k 6. říjnu 2014; číslo je součtem umístění obou členek páru. |                            |             |                         |      |          |

## Přehled finále

### Ženská dvouhra
- Annika Becková vs.  Barbora Záhlavová-Strýcová, 6–2, 6–1

### Ženská čtyřhra
- Timea Bacsinszká /  Kristina Barroisová vs.  Lucie Hradecká /  Barbora Krejčíková, 3–6, 6–4, [10–4]